# Denim Air ACMI
Denim Air ACMI (ursprünglich bis 2010 Denim Air) war eine niederländische Fluggesellschaft mit Sitz in Mijdrecht und Basis auf dem Flughafen Amsterdam.

## Geschichte
Denim Air wurde im Februar 1996 in den Niederlanden vom Unternehmer und Flugschulbetreiber Hamid Kerboua gegründet. Zunächst wurden Dienste von Eindhoven zum London City Airport aufgenommen. 1997 wurden diese Dienste nach Wegfall des fixgebuchten Philips B.V. - Kontingents jedoch eingestellt. In diesem Jahr änderte sie auch die Geschäftsstruktur und war zuletzt Mitglied des Wet-Lease-Verbandes. 1999 wurde Denim Air von der spanischen Air Nostrum übernommen. Ab Juli 2005 war Denim Air jedoch in Besitz der Panta Holdings BV. Später operierte Denim Air nur noch auf dem ACMI-Markt. Denim Air beschäftigte im Jahr 2010 etwa 300 Mitarbeiter.
Am 18. Februar 2010 wurde der Flugbetrieb erstmals aus finanziellen Gründen eingestellt. Als eine Ursache nannte Geschäftsführer Roy de Ligt das Auslaufen des ACMI-Vertrages mit der spanischen Air Nostrum, wonach es Denim Air nicht mehr gelungen sei, einen ähnlich großen Vertrag abzuschließen.
Das Unternehmen wurde im selben Jahr umstrukturiert und erhielt den Namen Denim Air ACMI. Sie blieb eine Tochtergesellschaft der Panta Holdings. Denim Air ACMI betrieb ihre Flugzeuge weiterhin für andere Fluggesellschaften im ACMI-Leasing. Ab Frühjahr 2013 führte die Gesellschaft beispielsweise von Kristiansand ausgehende Flüge für die norwegischen Fluggesellschaft FlyNonstop durch bis zu deren Insolvenz im Oktober 2013.
Im Frühsommer 2013 startete ein größerer ACMI-Einsatz für die Aalborg ansässige dänische virtuelle Fluggesellschaft Greenland Express. Mit Tankstopp in Keflavik wurden  Aalborg und Kopenhagen in Dänemark mit Narsarsuaq und  Kangerlussuaq in Grönland verbunden. Immer wieder auftretende Zahlungsschwierigkeiten von Greenland Express führten jedoch zu einem Ende dieses Projektes, so dass dessen letzter Flug am 16. September 2014 stattfand.
Am 24. November 2014 gab Denim Air ACMI bekannt, dass Panta Holdings die Fluggesellschaft an das Management von Denim Air verkauft. Charterflüge und ACMI-Leasing sollen weiterhin angeboten werden, neu wollte die Fluggesellschaft aber selber Linienflüge anbieten. Dazu wurde das Erscheinungsbild angepasst, Denim als robustes Gewebe sollte die Heckflosse prägen.
Am 18. Januar 2016 wurde Denim Air ACMI vom Nachfolgeunternehmen der Greenland Express, der Sky Greenland erworben, um das AOC der Denim Air ACMI für einen Neustart im weiteren Verlauf desselben Jahres zu nutzen.
Zwischen dem 14. und 23. November 2016 beflog Denim Air ACMI für People’s Viennaline die Strecke Altenrhein-Köln mit einer Zwischenlandung in Friedrichshafen.
Aufgrund ausstehender Zahlungen wurde zunächst Mitte November 2016 die noch verbliebene Fokker-100 während eines Wartungsaufenthalts in Amsterdam beschlagnahmt. Am 23. November entschied auch der externe Technikpartner, die Zusammenarbeit einzustellen. Dies führte zur Einstellung des Betriebes und zum Entzug der Betriebsgenehmigung (AOC) am Folgetag. Am 10. Januar 2017 meldete Denim Air ACMI Insolvenz am. Das Unternehmen befindet sich seitdem in Liquidation.

## Flotte
Bis zum Zeitpunkt der ersten Betriebseinstellung im Februar 2010 bestand die Flotte der Denim Air aus 23 Flugzeugen:
- 10 De Havilland DHC-8-300 betrieben von Air Nostrum und Arik Air
- 10 Fokker 50 betrieben im Wet-Lease von anderen Fluggesellschaften
- 03 Fokker 100

Bei Betriebseinstellung im November 2016 bestand die Flotte der Denim Air ACMI aus zwei Flugzeugen:
| Flugzeugtyp | Anzahl | bestellt | Anmerkungen                       | Sitzplätze  |
| ----------- | ------ | -------- | --------------------------------- | ----------- |
| Fokker 100  | 1      |          | in Sky Greenland-Bemalung         | 100 (-/100) |
| Embraer 145 | 1      |          | Betrieben für People’s Viennaline | 50 (-/50)   |
| Gesamt      | 2      | -        |                                   |             |

Bis zur Betriebseinstellung betrieb Denim Air noch eine Fokker 100 mit dem Kennzeichen PH-MJP, welche 2014 für die Einsätze für Greenland Express beschafft wurde und 2016 die Sky Greenland-Bemalung trug. Diese Maschine führte beim vorigen Halter Contact Air eine Bauchlandung wegen nicht ausfahrbarem Fahrwerk durch.
Davon abgesehen wurden seit 2010 noch drei weitere Exemplare dieses Typs bei Denim Air eingesetzt.
Vom Typ Fokker 50 hatte Denim Air von 1996 bis 2014 insgesamt 38 Mal ein Flugzeug betrieben, dies bei 18 individuellen Maschinen.
Insgesamt sieben De Havilland Canada DHC-8 waren in den Jahren 2006 bis 2010 für Denim Air im Einsatz.
Zwei Embraer 190 tauchten im Jahr 2013 je zweimal bei Denim Air auf.
Eine ATR-42 stand im 2015 für Denim Air im Einsatz.